# Bob ai V Giochi olimpici invernali
Ai V Giochi olimpici invernali svoltisi nel 1948 a Sankt Moritz (Svizzera) vennero assegnate due medaglie, bob a 2 e bob a 4 maschili. Le gare si svolsero sulla pista naturale Olympia Bobrun St. Moritz–Celerina, nella stessa configurazione adottata nell'edizione del 1928.

## Calendario
| Uomini | Bob a due | Bob a due |  |  |  |  |  | Bob a quattro | Bob a quattro |   |
| Finali |           | 1         |  |  |  |  |  |               | 1             | 2 |

## Atleti iscritti
| America (16)                                                   | America (16)                                     |
| -------------------------------------------------------------- | ------------------------------------------------ |
| - Argentina (4)                                                | - Stati Uniti (12)                               |
| Europa (55)                                                    |                                                  |
| - Belgio (5) - Cecoslovacchia (4) - Francia (10) - Italia (10) | - Norvegia (8) - Regno Unito (10) - Svizzera (8) |

## Podi

### Uomini
| Evento                   | Oro                                                                       | Tempo  | Argento                                                                | Tempo  | Bronzo                                                                 | Tempo  |
| Bob a due (dettagli)     | Svizzera II Felix Endrich Friedrich Waller                                | 5'29"2 | Svizzera I Fritz Feierabend Paul Eberhard                              | 5'30"4 | Stati Uniti II Fred Fortune Sky Carron                                 | 5'35"3 |
| Bob a quattro (dettagli) | Stati Uniti II Francis Tyler Patrick Martin Edward Rimkus William D'Amico | 5'20"1 | Belgio I Max Houben Freddy Mansveld Louis-Georges Niels Jacques Mouvet | 5'21"3 | Stati Uniti I James Bickford Thomas Hicks Donald Dupree William Dupree | 5'21"5 |

## Medagliere
| Posizione | Paese       |   |   |   | Totale |
| --------- | ----------- | - | - | - | ------ |
| 1         | Svizzera    | 1 | 1 | 0 | 2      |
| 2         | Stati Uniti | 1 | 0 | 2 | 3      |
| 3         | Belgio      | 0 | 1 | 0 | 1      |
| Totale    | Totale      | 2 | 2 | 2 | 6      |